# Psyonix
Psyonix is een Amerikaanse ontwikkelaar van computerspellen, gevestigd in San Diego. Het bedrijf werd in 2000 opgericht door Dave Hagewood en is bekend van het spel Rocket League uit 2015. In mei 2019 werd Psyonix overgenomen door Epic Games.

## Geschiedenis
Psyonix werd in 2000 opgericht door Dave Hagewood, nadat Hagewood eerder internet- en multimediasoftware had ontwikkeld. Het eerste gameproject heette Proteus, maar werd geannuleerd. In december 2009 verhuisden Psyonix en het hele team van Raleigh, North Carolina, naar nieuwe kantoren vlak bij het Gaslamp Quarter in San Diego.
Het bedrijf bracht in 2008 Supersonic Acrobatic Rocket-Powered Battle-Cars en Monster Madness: Grave Danger uit en zette andere projecten voort, waaronder contractwerk voor verschillende titels met een groot budget. Het bedrijf werkte vervolgens aan de opvolger van Battle-Cars, genaamd Rocket League, die een commercieel succes voor het bedrijf werd met een brutowinst van meer dan US $70 miljoen vanaf april 2016. Het succes van Rocket League zorgde ervoor dat het bedrijf zijn bedrijfsmodellen aanpaste, waarbij het bedrijf zou zich concentreren op het ontwikkelen van hun eigen originele games in plaats van meer contractwerk te accepteren.
Psyonix kondigde in mei 2019 aan dat ze waren overgenomen door Epic Games. Psyonix had al een werkrelatie met Epic gehad van hun werk aan Unreal Tournament-spellen, en verwachtte dat de verhuizing hen zou helpen om Rocket League esports-competities beter te ondersteunen.